# ZNF79
ZNF79‏ (Zinc finger protein 79) هوَ بروتين يُشَفر بواسطة جين ZNF79 في الإنسان.